# جيف براون (طيار)
جيف براون (بالإنجليزية: Geoff Brown)‏ هو طيار أسترالي، ولد في 1 أغسطس 1958 في Clermont, Queensland ‏ في أستراليا.